# Juraj Slafkovský
Juraj Slafkovský (* 30. března 2004, Košice) je slovenský profesionální hokejový útočník za tým Montreal Canadiens. Jeho matka Gabriela Slafkovská je bývalou reprezentantkou v plavání, otec Juraj Slafkovský starší je úspěšný podnikatel a sportu se nevěnuje.

## Hráčská kariéra

### Montreal Canadiens (2022–)
Po příchodu do Montrealu zjistil, že jeho preferované číslo 20, které používal ve slovenské reprezentaci, už používá obránce Chris Wideman. Wideman však souhlasil s tím, že číslo přenechá Slafkovskému výměnou za podepsaný dres na památku pro svého novorozeného syna. Jeho výkony v předsezónních zápasech byly předmětem značného zájmu médií, podle Sportsnetu se „občas jevil mimo svůj živel“, ale Hughes prohlásil: „Viděli jsme začátek procesu přizpůsobování se z hokeje v Evropě hokeji v Severní Americe.“ Generální manažer naznačil, že Slafkovskému bude umožněno rozvíjet se v týmu Canadiens, ačkoli existovala možnost, že stráví nějaký čas v týmu Laval Rocket v American Hockey League (AHL). 10. října 2022 bylo potvrzeno, že se dostal na zahajovací soupisku Canadiens pro základní část sezóny. Ve svém prvním zápase v NHL nastoupil 12. října při vítězství 4:3 nad tradičním soupeřem Toronto Maple Leafs. Ve svém pátém zápase v týmu 20. října vstřelil Slafkovský svůj první gól v NHL při výhře 6:2 nad Arizonou Coyotes. Poté, co vynechal tři zápasy kvůli blíže nespecifikovanému zranění v horní části těla, se Slafkovský 29. října vrátil do sestavy a byl poprvé nasazen na přesilovku, kde ještě ten samý večer vstřelil svůj první přesilovkový gól (a druhý gól v NHL) proti St. Louis Blues. Po zranění kolene v utkání proti New York Rangers 15. ledna 2023 Canadiens oznámili, že Slafkovský bude mimo hru tři měsíce, čímž pro něj skončila sezóna, ve které v 39 zápasech v dresu Canadiens skončil se čtyřmi góly a celkem deseti body.
Ve druhé sezóně se Slafkovského výkonnost zlepšila, i když body přicházely na začátku sezóny pomalu. Navzdory počátečnímu nedostatku ofenzivních výsledků hrál v první polovině sezóny zodpovědně v obraně a udělal dojem na trenéra Martin St. Louise; za tuto hru byl v prosinci odměněn povýšením do první formace Canadiens. Slafkovský, hrající po boku Colea Caufielda a kapitána Canadiens Nicka Suzukiho, se ve zbytku sezóny „rozjel“ a nakonec 10. dubna 2024 vstřelil proti Philadelphii Flyers svůj první hattrick, který znamenal vítězství Canadiens 9:3. 1. července 2024 podepsal s Canadiens novou smlouvu i přes to, že mu zbýval ještě rok z nováčkovského kontraktu. Slafkovský se dohodl s Montrealem na osmileté smlouvě, díky které si vydělá celkově 60,8 milinou dolarů, průměrně 7,6 milionu za rok.

## Reprezentace
V seniorské reprezentaci debutoval na mistrovství světa 2021, a stal se tak nejmladším slovenským hráčem, který kdy reprezentoval Slovensko na seniorském šampionátu.
Spolu se Šimonem Nemcem byl Slafkovský jedním ze dvou sedmnáctiletých hráčů, kteří mohli reprezentovat Slovensko na zimních olympijských hrách 2022, přičemž Slafkovský byl vůbec nejmladším hráčem na turnaji. Slafkovský vstřelil oba góly Slovenska v úvodním zápase proti Finsku, a stal se tak prvním sedmnáctiletým hráčem, který skóroval v mužském olympijském turnaji na zimních olympijských hrách od roku 1984, kdy skóroval Eddie Olczyk. Slovenská reprezentace na ZOH nakonec získala bronzové medaile, přičemž Slafkovský se stal nejproduktivnějším hráčem turnaje, když nasbíral celkem 7 bodů (7+0) za 7 zápasů, a byl také vyhlášen nejužitečnějším hráčem turnaje (MVP).

## Klubové statistiky
| Sezóna      | Klub               | Soutěž      |     | Základní část | Základní část | Základní část | Základní část | Základní část |   | Play off | Play off | Play off | Play off | Play off |
| Sezóna      | Klub               | Soutěž      | Z   | G             | A             | B             | TM            | Z             | G | A        | B        | TM       |          |          |
| 2019–20     | TPS                | Jr. A       | 4   | 0             | 3             | 3             | 4             | —             | — | —        | —        | —        |          |          |
| 2020–21     | TPS                | Jr. A       | 16  | 8             | 5             | 13            | 10            | 2             | 0 | 0        | 0        | 0        |          |          |
| 2021–22     | TPS                | Liiga       | 31  | 5             | 5             | 10            | 33            | 18            | 2 | 5        | 7        | 8        |          |          |
| 2022–23     | Montreal Canadiens | NHL         | 39  | 4             | 6             | 10            | 33            | —             | — | —        | —        | —        |          |          |
| 2023–24     | Montreal Canadiens | NHL         | 82  | 20            | 30            | 50            | 55            | —             | — | —        | —        | —        |          |          |
| 2024–25     | Montreal Canadiens | NHL         | 79  | 18            | 33            | 51            | 45            | 5             | 2 | 0        | 2        | 4        |          |          |
| NHL celkově | NHL celkově        | NHL celkově | 200 | 42            | 69            | 111           | 133           | 5             | 2 | 0        | 2        | 4        |          |          |

## Reprezentace
| Rok                       | Tým                       | Soutěž                    | Z  | G  | A  | B  | TM |
| ------------------------- | ------------------------- | ------------------------- | -- | -- | -- | -- | -- |
| 2021                      | Slovensko 20              | MS-20                     | 5  | 0  | 0  | 0  | 2  |
| 2021                      | Slovensko                 | MS                        | 6  | 0  | 0  | 0  | 2  |
| 2021                      | Slovensko 18              | HG-18                     | 5  | 3  | 6  | 9  | 8  |
| 2022                      | Slovensko                 | OH                        | 7  | 7  | 0  | 7  | 0  |
| 2022                      | Slovensko                 | MS                        | 8  | 3  | 6  | 9  | 2  |
| 2024                      | Slovensko                 | MS                        | 8  | 0  | 8  | 8  | 8  |
| Juniorská kariéra celkově | Juniorská kariéra celkově | Juniorská kariéra celkově | 10 | 3  | 6  | 9  | 10 |
| Seniorská kariéra celkově | Seniorská kariéra celkově | Seniorská kariéra celkově | 29 | 10 | 14 | 24 | 12 |